# Alnashetri
Alnashetri („úzká stehna“) byl malý teropodní dinosaurus, žijící na území dnešní provincie Río Negro v Argentině před asi 97 miliony let (počátkem svrchní křídy). 

## Objev a popis
Objevené zkameněliny sestávají pouze z kostí zadních končetin, pocházející ze sedimentů geologického souvrství Candeleros.
Holotyp nese označení MPCA-477 a byl formálně popsán roku 2012. Jediný dnes známý druh tohoto rodu je A. cerropoliciensis. Ve stejných vrstvách byly objeveny také zkameněliny mnoha dalších obratlovců, včetně neptačích dinosaurů (například menšího dromeosaurida rodu Buitreraptor). Alnashetri byl zřejmě vývojově primitivním alvarezsauroidem, vzdáleně příbuzným například rodu Bonapartenykus.